# 大足区
大足区（だいそくく）は中華人民共和国重慶市西部に位置する市轄区。世界遺産大足石刻がある。

## 歴史
唐代に大足県が設置された。地名は県内を流れる大足川による。また一説では豊かな物産の生産地であったからとも、宝頂山に巨人の足跡があったからとも言われる。2011年に大足区と改編された。

## 行政区画
下部に6街道、21鎮を管轄する。
- 街道:棠香街道、竜崗街道、竜灘子街道、双路街道、通橋街道、智鳳街道
- 鎮:竜水鎮、宝頂鎮、中敖鎮、三駆鎮、宝興鎮、玉竜鎮、石馬鎮、拾万鎮、回竜鎮、金山鎮、万古鎮、国梁鎮、雍渓鎮、珠渓鎮、竜石鎮、郵亭鎮、鉄山鎮、高升鎮、季家鎮、古竜鎮、高坪鎮

## 名所・旧跡・観光スポット
- 大足石刻（中華人民共和国全国重点文物保護単位）

- 重慶全国重点文物保護单位列表（中国語版）

## 交通

### 鉄道
- 成渝旅客専用線
  - 大足南駅（中国語版）
- 成渝線
  - 大足駅（中国語版）

### 道路
- 高速道路
  -  渝蓉高速道路（中国語版）
  -  重慶都市圏環線高速道路（中国語版）
  -  大内高速道路（中国語版）
  -  潼栄高速道路
- 国道
  - G246国道（中国語版）

## 健康・医療・衛生
- 大足区人民医院
- 双橋経済技術开发区人民医院
- 重慶市大足区中医院
- 重慶市大足区婦幼保健院
- 重慶市大足区第二人民医院